# Математика, инжењерство, технологија и наука
Математика, инжењерство, технологија и наука (МИНТ) је образовна групација која се користи у Сједињеним Америчким Државама и другде. Акроним који се односи на академске дисциплине науке, технологије, инжењеринга и математике. Термин се обично користи када се говори о политици образовања и o избору наставних програма у школама за побољшање конкурентности у науци и технолошком развоју.  Акроним је настао у општој употреби убрзо након међуагенцијског састанка одржаном о научном образовању у Националној фондацији за науку САД предвођен на челу са тадашњим директором НСФ Ритом Колвел. Директор из Канцеларије за науку и развој радне снаге за наставнике и научника предложио промену у односу на старију скраћеницу METS у STEM. Др Колвел, изражавајући да неки не воле старији акроним, одговорила је сугеришући НСФ да покрене промену. Један од првих пројеката НСФ да користе акроним је STEMTEC, науку, технологију, инжењерство и математика, образовање наставника Колаборативни на Универзитету Масачусетс Амхерст, који је финансирала 1997. године.

## Друге варијације
- eSTEM (енвироментално STEM)[2][3]
- METALS (STEAM + Логика), представљена од стране Су Су  на Професорском колеџу, Универзитета Коламбија.[4]
- MINT (математика, информационе науке, природне науке, технологија ); a less common term with a similar meaning. MINT is used more often in Germany.[5]
- NTRIM (наука, технологија, роботика, инжењеринг и математика); додаје роботику као поље.
- NTIUM (наука, технологија, инжењерство, уметност, математика); додаје уметност као поље за виши холистички поглед.[6][7][8][9][10][11][12]
- NTIAM (наука, технологија, инжењеринг и примењена математика); више фокус на примењену математику[13]
- NTRIUM (наука, технологија, религија, инжењеринг, уметности и математике); додаје и религија и уметности.[14]
- DIMN (девојке у инжењерству, математици и науци); користи се за програме за подстицање жене у овим научним областима.[15]
- NTIMM (наука, технологија, инжењерство, математика  и медицина)

## Уједињене нације
У Уједињеним нацијама, акроним је почео да се користе у образовању и имиграционим дебата у иницијативама да почне да се бави претпостављени недостатак квалификованих кандидата за срд-тех пословима. Она се такође бави предметима који у усамљени, уместо као интегрисани наставни план и програм. Грађанство је добро упућено у СТЕМ областима и то  је кључни део агенде јавног образовања у Сједињеним Америчким Државама. Акроним се широко користи у имиграционом расправи о приступу САД о раду виза за имигранте који су обучени у овим областима. Ова верзија термина је акредитована је Тексасу. Такође је постала уобичајена у дискусијама образовања као референцу недостатка квалификованих радника и неадекватног образовања у овим областима. 
Термин тежи да се не односи на не-професионалне секторе области које остају невидљиве више као што су електроника покретној траци рад, на пример.

### Националнафондација за науку
Многе организације у Сједињеним Државама прате упутства Националне фондације за науку о томе шта представља СТЕМ поље. НСФ користи ширу дефиницију матичних субјеката који обухвата предмете из области хемије, рачунарске и информационе технологије науке, инжењерство, гео-науке, природних наука, математичких наука, физике и астрономије, друштвене науке (антропологија, економија, психологије и социологије), и СТЕМ образовање и учење истраживања. Право за програме стипендирања као што је КСМ СТЕМ школски програм користи дефиницију НСФ.
НСФ је једина америчка савезна агенција чија је мисија укључује подршку за све области фундаменталне науке и технике, осим медицинских наука. Његове дисциплинске програмске области укључују стипендије, донације, стипендије у областима као што су биолошких наука, рачунарске и информационе науке и технике, образовања и људских ресурса, инжењеринг, истраживања животне средине и образовања, гео-науке, међународне науке и инжењерства, математичких и физичких наука, друштвених, понашања и економске науке, циберинфраструктуре и поларне програма.

### Имипрациона политика
Иако многе организације у САД пратите упутства Националне фондације за науку о томе шта представља СТЕМ поље, САД одељење за националну безбедност(ОНБ), има сопствени функционалну дефиницију која се користи за имиграциону политику. У 2012. ОНБ  објавио проширени списак матичних означен-студијским програмима који се квалификују квалификоване дипломиране на студентским визама за опциони практичну обуку (ОПО) . У оквиру програма ОПО, међународни студенти који заврше колеџе и универзите у САД могу да остану у земљи и  да имају радно искуство у трајању до 12 месеци. Студенти који заврше одређени МИНТ студијског програма могу да остане за додатних 17 месеци на ОПО МИНТ проширење.

#### МИНТ-квалификоване дипломе у САД
Исцрпна листа МИНТ дисциплина не постоји зато што је дефиниција варира у зависности од организације. У САД имиграција и царина  за спровођење листе дисциплина, укључујући :физика, актуарске науке, хемија, биологија, математика, примењена математика, статистика,  компјутерска наука, психологија, биохемија, роботика, софтверски инжењеринг, електронски инжењеринг, електроника, машинство, индустријски инжењеринг, информационе науке, цивилни инжењеринг, хемијско инжењерства, астрофизика, астрономија, оптика, нанотехнологија, нуклеарна физика, биологија математичка, истраживачке операције, неуробиологија, биомеханика, биоинформатика, акустични инжењеринг, географске информациони системи, атмосферске науке, образовна / наставна технологија, софтверског инжењерства и педагошка истраживања.

### Образовање
МИНТ генерално подржава проширење студије инжењерства у оквиру сваке од других предмета, а почетком инжењеринга у млађим разредима, чак и основне школе. То је такође доноси МИНТ образовање за све студенте, а не само на даровите програма. У свом буџету за 2012., председник Барак Обама преименовао је и проширио на "Математичко и научно партнерство (МНП)" за доделу државама  за унапређење образовања наставника у тим предметима.
У 2006. години САД Национална академија Increase America's talent pool by improving K–12 science and mathematics educationизразила је  забринутост због опадања стању МИНТ образовања у СједињенIncrease America's talent pool by improving K–12 science and mathematics educationим Америчким Државама. Његов Одбор за науку, инжењерство, и јавну политику развили су  листу од 10 акција. Њихове топ три препоруке су:
- Повећање америчког талената за побољшањем К-12 науке и образовања математике
- Јачање способности наставника кроз додатне обуке у науци, математици и технологији
- Увећање броја атудената који ће ићи на колеџ и дипломирати са МИНТ дипломом

Национална ваздушнонаутична и простора администрација такође спроводи програме и наставне планове и програме за унапређење МИНТ образовања како би надокнадили базен од научника, инжењера и математичара који ће водити истраживање свемира у 21. веку.
Поједине државе, као што Калифорнија, увеле су новину да после школе са МИНТ програма, на пример, деца да науче оно што највише захтева од стране праксе  и тако да се повећа шансе за успех ученика. 
Друга држава која инвестира у МИНТ образовање је Флорида, где је основан Политехнички универзитет Флориде, први јавни универзитет за инжењеринг и технологију посвећена науци, технологији, инжењерству и математици (МИНТ).
Наставак МИНТ образовања је проширила на пост-секундарном нивоу кроз мастер програме као што су МИНТ програм Универзитета Мериленда као и Универзитета у Синсинатију.

#### Америчка иницијатива за развој конкурентности
У САДу 31. јануара 2006. године, председник Џорџ В. Буш најавио иницијативу америчке конкурентности. Буш је предложио иницијативу да се обрати  пажња на недостатак подршке развоја образовања и напретка на свим академским нивоима у МИНТ областима. У детаљима, иницијатива позвала на значајно повећање савезне финансирања за напредне Р & Д програма (укључујући и дуплирања савезне финансијску подршку за напредне истраживања у физици кроз ДОЕ) и пораст америчких дипломираних студената високошколских установа у МИНТ дисциплина.
НАСА Бизнис такмичење, под покровитељством Спаце Грант Консортиум Текас, унапређује тај циљ. Студенти се такмиче да развију промотивне планове за подстицање ученика у средње и високе школе да уче МИНТ предмете и да се инспиришу професоре да  укључе своје ученике у активностима допирања које подржавају МИНТ образовање.
Национална фондација за науку има бројне програме у МИНТ образовањз, укључујући и неке за К-12 ученика, као што је иТест програм који подржава глобални изазов награду иТест програм. МИНТ програми су спроведене у неким школама Аризоне. Они имплементирају више когнитивне способности за студенте и омогућити им да користе технике које се користе од стране професионалаца у области МИНТа.
МИНТ Академија је национална организација непрофитног статуса посвећена побољшању МИНТ писмености за све студенте. То представља препознавање следеће генерације академских МИНТ грађана. Пракса, стратегија и програмирање су изграђена на темељима идентификованих националних најбољих пракси које су осмишљене да побољшају недовољно заступљене мањине и ниска примања, смањење стопе напуштања школе, повећати број матураната и побољшати наставнике и ефикасност. МИНТ академија представља академских модел који је усмерен на све школе и који је за све ученике.
Пројекат Води Пут (ПВП) је водећи провајдер матичних образовних наставних програма за средње школе у Сједињеним Државама. Национални непрофитна организација има више од 5.200 програма у преко 4.700 школа у свих 50 држава. Програми обухватају инжењеринг наставни план и програм средње школе која се зове пут у Инжењеринг, средње школе биомедицинских наука програм, и средње школе Инжењеринг и технологија програма под називом Велики пут у технологију. ПВП обезбеђује наставни план и програм и професионални развој наставника и стална подршка за креирање трансформације програма у школама, окрузима, и заједница. ПВП програми су подржали председника Барак Обама и Сједињених Америчких Држава секретар за образовање Арне Данкан, као и различитих држава, националних и пословних лидера.

#### МИНТ коалиција образовања
Математика, инжењерство, наука и технологија (МИНТ) коалиција образовања ради да подржи МИНТ програме на наставнике и децу у САД одељењу за образовање, Националној фондацији за образовање, и друге агенције које нуде МИНТ сличне програме. Активност Коалиције МИНТ изгледа да је успорен од септембра 2009. године.

#### Скаути дечака Америке
Скаути дечака Америке су најавили избацивање једног наградног програма у пролеће 2012. године да промовише већи интерес и учешће у МИНТ дисциплинама. НОВА и СУПЕРНОВА награде су доступни  дечацима извиђачима, Куб Скаути и Вентурерс као што заврше специфичне захтеве одговарајуће њиховом програмском нивоу у свакој од четири главне МИНТ програмске области: науку, технологију, инжењерство и математике.

#### Одељење за програме одбране[32]
Екибермисион је такмичење бесплатано,  о веб науци, математики и технологији за студенте у разредима од шестог до деветог спонзорисан од стране америчке војске. Сваки вебинар је фокусиран на другом кораку научног метода и представљене искусни еКИБЕРМИСИОН ЦиберВодич. ЦиберВодич су војни и цивилни волонтери са јаком позадином у стаблу и МИНТ образовању, који су у стању да обезбеде драгоцен увид у науку, технологију, инжењеринг и математике за ученике и тима саветника.
СТАРБЕЈС је први образовни програм, под покровитељством Канцеларије помоћника министра одбране за резерве послове. Студенти имају интеракцију са војним особљем да истражују каријере и чине везе са "правим светом". Програм пружа студентима са 20-25 сати стимулисања искуства у Националној гарди, Америчкој морнарици, Маринском корпусу, Ваздухопловним резервама и ваздухопловним базе широм државе.
„Море смуђ”( енг. SeaPerch) је иновативни подводни роботички програм који обучава наставнике да предају својим ученицома како да изграде подводни даљински управљач возилом (ПДУВ) у школи или ван школског окружења. Студенти изград ПДУВ из комплета састављеног од јефтиних, лако доступних делове, након наставног плана и програма који учи основне инжењерске и научне концепте о маринском инжењеригу

### Законодавство
Амерички акт о такмичењу из 2007:  Амерички акт о такмичењу (П. Л 110-69) постао закон 9. августа 2007. године. Акт одговара на забринутост да Сједињене Државе можда неће моћи да се такмиче економски са другим народима у будућности због недовољног улагања данас у науци и технологији истраживања и науке, технологије, инжењерства и математике (МИНТ) образовање и развој радне снаге. Амерички акт о такмичењу има за циљ да повећа инвестиције нације у науци и инжењерству истраживања и матичним образовања од вртића до постдипломских студија и постдокторског образовања.
Акт овлашћује финансирање повећања за Националне фондације за науку, Национални институт за стандарде и технологију лабораторијама, и Одељења за енергију (ОЗЕ) Канцеларија за науку над ФИ2008-ФИ2010. Роберт Габрис, директор за образовање у НАСА Годард просторни лет центар, је рекао да је  успех повећање постигнућа ученика,  интереса студената у МИНТ предметима, и спремности студента за улазак у радну снагу.
У јануару 2014. године, Представнички дом САД истраживања и технологије пододбора одржао рочиште за испитивање образовне програме МИНТ воде у приватном сектору. У 2014. америчка савезна влада планира да потроши 3 америчких долара милијарде на програмима МИНТ образовања кроз различите савезних органа.

### Послови
У новембру 2012. Најава Беле Куће пред конгресним изборима на МИНТ пословима Закона је поставио председник Обама у супротности са многим фирмима у Силиконској долини  и руководилаца који су финансирали његову кампању за реизбор. Одељење за рад је идентификовало 14 сектора који су "пројектоване да додају значајан број нових радних места у привреди или утицати на раст у  другим индустријама или се трансформишу технологије и иновација које захтевају нове комплете вештина за раднике." Утврђени сектори били су следећи: напредна производња, Аутомобили, изградња, финансијске услуге, геопросторне технологије, национална безбедност, информационе технологије, Транспорт, Ваздухопловство, Биотехнологија, енергија, здравство, угоститељство, и малопродаја.
Одељење за трговину наводи да послови везани за МИНТ добро плаћени и имају највећи потенцијал за раст запослености у раном 21. веку. У извештају се такође наводи да МИНТ радници играју кључну улогу у одрживом развоју и стабилности америчке економије, и обука у области МИНТ генерално резултира већим платама, без обзира да ли раде у МИНТ области.

## Канада
Канада заузима 12. од укупно 16 вршњачких земаља у проценту својих дипломираних студената који су студирали у МИНТ програмима, са 21,2%, већи број од Сједињених Америчких Држава, али ниже од земаља као што су Француска, Немачка и Аустрија. Земља  са највећим процентом МИНТ дипломаца, Финској, има преко 30% својих универзитетском дипломом из науке, математике, информатике, инжењерства и програма.

### Извиђачи Канаде
Извиђачи Канада су предузели сличне мере са њиховим америчким колегома да промовише МИНТ поља младима. Свој МИНТ Програм је почео у 2015. години.

### Школске сипендије
У 2011. канадски предузетник и филантроп Сејмур Сцхулицх утврдио Сцхулицх школску стипендија, 100 милиона $ у 60.000 америчких долара стипендије за студенте који почињу своје универзитетско образовање у МИНТпрограму у 20 институција широм Канаде. Сваке године 40 канадских студенти ће бити изабран да прими награду, два на свакој институцији, са циљем привлачења надарен младих у СТЕМ областима. Програм такође подржава МИНТ стипендије за пет универзитета у Израелу.

## Индија
У 2015. години Министарство за развој људских ресурса је подесити Расхтрииа Ависхкар Абхииан (РАА) - обједињену оквир који има за циљ неговање духа истраге и креативности, љубави за науку и математику и ефикасном коришћењу технологије међу децом и охрабре оне који показују склоност и таленат за ове субјекте да их охрабри и подржи у висини од академског успеха и истраживања. У оквиру овог програма, Расхтрииа Ависхкар Абхииан ће циљати ученике у старосној групи од 6 - 18 година и интурн извршење РАА ће се простирати преко МXРД је шематских интервенција Сарва Схиксха Абхииан, Расхтрииа Мадхиамик Схиксха Абхииан у Одељењу за образовању и писмености и програма и шеме Одељења за високо образовање да подстакне науку, математику и технологију.

## Турска
Турско МИНТ образовна оперативна група (или FeTeMM—Fen Bilimleri, Teknoloji, Mühendislik ve Matematik)је коалиција академика и професора који показују напор да се повећа квалитет образовања у МИНТ областима И фокусира на повећање броја матичних дипломаца.

## Катар
Катар је покренуо активности МИНТ кроз Ал-Баирак програма. Ал-Баирак спроводи Центар за нове материјале (ЦНМ) на Универзитету Катар и циља на средњошколце  са наставни план и програм који се фокусира на МИНТу. Ал-Баирак ангажује средњошколце у научним активностима које побољшава своје вештине, мотивацију и интерес и води их у будућој каријери. Сваке године око 946 ученика учествују у Ал-Баирак такмичења са око 40 средњих школа у Катару.
Оно што је посебно у Ал-Баирак пројекту је да се повезује између учења и забаве, који ће мотивисати младе да се придруже. То не зависи од готове спремне лекције, али се ученицима треба да  буду партнери у процесу учења. Ал-Баирак такође, даје студентима слободу за откривање своје способности и вештине. Ал-Баирак ангажује студенте и повећава мотивацију са учењем пројекту, подстиче ученике да решавају проблеме аутентичне, и пита их да раде једни са другима као тим за изградњу стварна решења. Ал-Баирак је културна достигнућа која одражавају човечанство ученика, снага привреда наше земље.
Ефекти АЛ-Баирак на средњошколцима су подржане на основу  резултатима истраживања која јуспроведено у Катару јер су закључили да напредно окружење за учење резултирало у унапређењу способности ученика да стекну и задрже нова знања. Осим тога, напредни окружење за учење имала директан позитиван утицај на однос ученика према истраживању и студенти стекли позитиван став према раду као добро.

## Жене
Тренутни кампање за повећање родне равнотеже у МИНТ пољима укључују Велику Британији, са кампањом МУДРО као и менторски програми, као што је милион жена ментора иницијативу која повезује девојке и младе жене са матичним менторима и верзија Инспириши њен ум Америчка канцеларија за науку и технологију у Обаминој администрацији сарађује са Белом кућом савета о женама и девојкама да се повећа учешће жена и девојака у оквиру МИНТ области заједно са кампањом "Образовањем до  иновација"
Жене у МИНТ областима су често недовољно заступљене, држећи мање од 25% радних места у САД и 13%  у Великој Британији (2014). У Сједињеним Америчким Државама, студије су спроведене да објасне овај образац, као што су механизми у запошљавања и запошљавања процеса. У просеку, жене у МИНТ областима зарађују 33% више од оних у не-МИНТ професија. Међутим, жене се могу наћи као лидери у топ професија широм земље. Ово укључује америчког министарства одбране, НАСА, и Националне фондације за науку (НФН).
Иако жене чине готово половину америчког радне снаге, они су одржали мање од 25% матичних послова константно током последње деценије. Жене и остале мањине чине 75% студенти, али зарађују само 45% МИНТ диплома сваке године. Док је 12% жена у основним програмима добиће диплому МИНТ сваке године, само 3% иду на посао у области МИНТ. Према подацима Националне фондације за науку, само 5% од азијских жена, 5% од афричких америчких жена и 2% латино жене чине научнике и инжењере у САД Иако скоро 60% диплома основних студија се додељују сваке године женама мање од 20% су у компјутерској науци.

## Критике МИНТ концепта
Фокус на повећање учешћа у МИНТ областима привукла  ЈЕ критике. У 2014. чланку "Мит о мањку науке и инжењерства" у Атлантику, демограф Мајкл С. Тајтелбаум критиковао напоре америчке владе за повећање броја матичних дипломаца, рекавши да је, између студија на тему "Нико није био у стању да пронађе било какве доказе који указују тренутне несташице распрострањени на тржишту рада или да ангажујете потешкоћа у науци и инжењерству занимања која захтевају нежења степени или више ", и да је" Већина истраживања наводе да реалне зараде у многим-али не и све-наука и инжењеринг занимања имају је или споро расте, а незапосленост висока или виша него у многим упоредива-квалификованих занимања. " Тајтелбаум такође написао да је тада актуелни национални фиксација на повећање учешћа МИНТа паралелно претходне америчке владине напоре после Другог светског рата да се повећа број научника и инжењера, од којих  је он навео на крају завршио у "масовним отпуштањима, замрзавање запошљавања, и финансијским резови "; укључујући и једну вођену Свемирску трку касних 1950-их и 1960-их, које је он написао је довело до "попрсје озбиљно  обима у седамдесетим годинама 20. века."
ИЕЕЕ Спектрум дописник Роберт Н. Цхаретте поновио је ове мисли у 2013. чланку "МИНТ Криза је мит", такође уз напомену да је "неслагање између зараде МИНТ дипломе и има МИНТ посао" у Сједињеним Америчким Државама, са само око 1/4 матичних дипломаца који раде у МИНТ областима, а мање од половине радника у МИНТ областима имају МИНТ степен. Постоји још већи раскорак  међу женама и људима дипломираних са МИНТ степеном и оне који се ангажују у МИНТ области.
Економски писац Бен Каселман, у 2014. студији пост-дипломским зараде за ПетТриОсам, написао је да, на основу података, наука не треба груписати са осталим  категорије МИНТа, јер, док су остале три  генерално резултирати високим плаћених послова, "многе науке, посебно Природне науке, имају плате испод медијане за недавно универзитетске дипломе ."